# Badische Landesbibliothek
La Badische Landesbibliothek (bibliothèque du Land de Bade - BLB) est une bibliothèque scientifique universelle établie à Karlsruhe, en Allemagne. Elle a été bâtie selon les plans d'Oswald Mathias Ungers.
En collaboration avec la Württembergische Landesbibliothek (WLB) à Stuttgart, c'est la bibliothèque régionale du Bade-Wurtemberg, où le Badische Landesbibliothek est particulièrement responsable des districts administratifs de Fribourg et de Karlsruhe.
Avec la Württembergische Landesbibliothek, elle est le dépôt légal du Bade-Wurtemberg et constitue ainsi une bibliothèque d'archives.
Elle donne sur la Friedrichsplatz.